# Corey Stoll
Corey Daniel Stoll (New York, 14 maart 1976) is een Amerikaans acteur.

## Biografie
Stoll werd geboren in Upper West Side en werd joods opgevoed. Hij studeerde drama aan de Fiorello H. LaGuardia High School in Manhattan (New York), en haalde hierna in 1998 zijn diploma aan de Oberlin College in Oberlin (Ohio). Daarna studeerde Stoll in 2003 af aan de New York University.

## Filmografie

### Films
Uitgezonderd korte films.
- 2024 Justice League: Crisis on Infinite Earths - Part Three - als Lex Luthor (stem)
- 2023 Rebel Moon – Part One: A Child of Fire - als Sindri
- 2023 Ant-Man and the Wasp: Quantumania - als Darren Cross / M.O.D.O.K.
- 2022 What We Do Next - als Paul Fleming
- 2021 West Side Story - als inspecteur Schrank
- 2021 The Many Saints of Newark - als junior sopraan
- 2019 The Report - als Cyrus Clifford
- 2018 Driven - als speciaal agent Benedict Tisa
- 2018 First Man - als Buzz Aldrin
- 2018 The Seagull - als Boris Trigorin
- 2016 Gold - als Brian Woolf
- 2016 Café Society - als Ben
- 2015 Ant-Man - als Darren Cross / Yellowjacket
- 2014 Anesthesia - als Sam
- 2014 Dark Places - als oude Ben Day
- 2014 The Good Lie - als Jack
- 2014 This Is Where I Leave You - als Paul Altman
- 2014 The Normal Heart - als John Bruno
- 2014 Glass Chin - als Bud Gordon
- 2014 Non-Stop – als Austin
- 2013 C.O.G. – als Curly
- 2013 Decoding Annie Parker – als Sean
- 2012 Victoriana - als Bill Russing
- 2012 The Time Being – als Eric
- 2012 The Bourne Legacy – als Zev Vendel
- 2011 Midnight in Paris – als Ernest Hemingway
- 2010 Salt – als Shnaider
- 2010 Helena from the Wedding – als Steven
- 2009 Push – als agent Mack
- 2009 Brief Interviews with Hideous Men – als onderwerp 51
- 2007 The Number 23 – als sergeant Burns
- 2006 A Girl Like Me: The Gwen Araujo Story – als Joey Marino
- 2006 Lucky Number Slevin – als Saul
- 2005 North Country – als Ricky Sennett

### Televisieseries
Uitgezonderd eenmalige gastrollen.
- 2020 - 2023 Billions - als Michael Prince - 34 afl.
- 2022 - 2023 Pantheon - als stem
- 2023 Transatlantic - als Graham Patterson - 7 afl.
- 2021 Dark Woods - als Mark Ellis- 8 afl.
- 2021 All Access: Quest for the Stanley Cup - als verteller - 7 afl.
- 2020 Ratched - als Charles Wainwright - 3 afl.
- 2018 - 2020 American Experience - als verteller - 4 afl.
- 2020 Baghdad Central - als kapitein John Parodi - 6 afl.
- 2019 The Deuce als Hank Jaffe - 7 afl.
- 2014 - 2017 The Strain – als Ephraim Goodweather - 46 afl.
- 2014 - 2017 American Dad! - als Vincent Edmonds (stem) - 4 afl.
- 2016 - 2017 Girls - als Dill Harcourt - 5 afl.
- 2013 - 2016 House of Cards – als Peter Russo – 12 afl.
- 2012 Christine – als Max – 2 afl.
- 2010 – 2011 Law & Order: Los Angeles – als rechercheur Tomas Jaruszalski – 22 afl.
- 2006 – 2007 NCIS – als Martin Quinn – 3 afl.
- 2006 The Nine – als Alex Kent – 2 afl.

## Theaterwerk opBroadway
- 2023 - 2024 Appropriate - als Bo
- 2010 A View From the Bridge – als Marco
- 2007 Old Acquaintance – als Rudd Kendall
- 2003 – 2004 Henry IV – als lid van toneelgroep